# Фресно (мини-сериал)
«Фресно» (англ. Fresno) — американский мини-сериал, снятый в 1986 году режиссёром Джеффом Блекнером в жанре комедии. В США премьера состоялась 16 ноября 1986 года. Это пародия на популярные мыльные оперы «Даллас» и «Династия».

## Сюжет
Действие фильма происходит в городе Фресно в Калифорнии, 64-м по размеру в США[уточнить]. В центре сюжета — семейка Кенсингтонов, глава которой — матрона Шарлотта Кенсингтон. У неё есть сын Кэйн, мерзкий тип, одержимый жаждой власти. Он женат, его жена Тэлон — нимфоманка.
Среди других главных героев — некто Тайлер Кэн и человек по прозвищу «Факел». «Факел» управляет ранчо Кенсингтонов. Кроме того, он очарователен, и на него заглядываются все женщины в округе.

## В ролях
- Кэрол Барнетт — Шарлотта Кенсингтон
- Дэбни Коулмен — Тайлер Кэн
- Грегори Харрисон — Факел
- Чарлз Гродин — Кэйн Кенсингтон
- Тери Гарр — Тэлон Кингстон
- Валери Махаффей — Тиффани Кенсингтон
- Энтони Хилд — Кевин Кенсингтон
- Пат Корли — Ирл Дюк
- Луис Авалос — Хуан
- Тереза Ганцель — Бобби Джо Бобб
- Билл Пэкстон — Билли Джо Бобб
- Генри Дэрроу — команданте